# Wajeha al-Huwaider
Wajeha al-Huwaider (arabisch وجيهة الحويدر, DMG Waǧīha al-Ḥuwaidar; * 1962 oder 1963) ist eine saudi-arabische Schriftstellerin und Frauenrechtlerin. Sie ist Mitbegründerin der Vereinigung für den Schutz und die Verteidigung der Frauenrechte in Saudi-Arabien.
Al-Huwaider unterstützte die Berufung der ersten saudi-arabischen stellvertretende Ministerin für Bildung und Erziehung Norah al-Faiz und forderte die Ausweitung der Frauenrechte. 2008 erreichte sie internationale Medienaufmerksamkeit, als ein Protestvideo von ihr gegen das Frauenfahrverbot in Saudi-Arabien, in dem sie in Saudi-Arabien Auto fährt, bei YouTube erschien. 2011 filmte sie Manal al-Sharif bei einer Aktion gegen das saudische Frauenfahrverbot. Die Frauenrechtssituation in Saudi-Arabien erlangte dadurch internationale Aufmerksamkeit.
Nach eigenen Angaben hatte sie ein Aufenthalt in den USA beeinflusst, sich als Frauenrechtlerin zu engagieren:
"Before that, I knew that I'm a human being. However, in the United States I felt it, because I was treated as one. I learned life means nothing without freedom. Then I decided to become a real women's rights activist, in order to free women in my country and to make them feel alive."
Am 15. Juni 2013 wurden Fawzia al-Oyouni und Huwaider von einem Gericht zu einer zehnmonatigen Gefängnisstrafe mit einem zusätzlichen zweijährigen Reiseverbot verurteilt wegen versuchter Entführung, weil sie versucht hatten, der Kanadierin Nathalie Morin zu helfen ihrem misshandelnden saudischen Ehemann zu entkommen und sie in die kanadische Botschaft zu retten.